# Novo Itacolomi
Novo Itacolomi ist ein brasilianisches Munizip im Bundesstaat Paraná. Es hat 3.125 Einwohner (2022), die sich Itacolomienser nennen. Seine Fläche beträgt 161 km². Es liegt 608 Meter über dem Meeresspiegel.

## Etymologie
Bei der amtlichen Eintragung als Distrikt von Cambira im Jahr 1961 wurde der Ort Itacolomy genannt. Bei der Erhebung zum Munizip wurde er mit Itacolomi bezeichnet. Erst 1992 wurde er per Staatsgesetz in Novo Itacolomi umbenannt.

## Geschichte

### Besiedlung
Adelino de Mello Franco erfuhr von dem Land durch einen polnischen Seemann, der bei einer Reise in seiner Heimat Bom Jardim de Minas vorbeikam und von dem fruchtbaren Land erzählte. Franco fuhr nach São Paulo, traf dort Crispim Pereira und die beiden kamen am 21. Mai 1947 nach Bom Sucesso. Hier lernten sie die Region kennen, die ihnen sehr gut gefiel. Zurück in Bom Jardim de Minas überzeugte er einige Freunde, sich ebenfalls das Land anzuschauen und sich in Rio Bom niederzulassen. Er kaufte im folgenden Jahr 67 Alqueires (160 ha) Land.
Im Jahr 1952 errichteten sie ein Kreuz und bauten eine Kirche, wo sich heute die Pfarrkirche von Novo Itacolomi befindet.

### Erhebung zum Munizip
Der Ort wurde durch das Staatsgesetz Nr. 9387 vom 28. September 1990 aus Cambira ausgegliedert und unter dem Namen Itacolomi in den Rang eines Munizips erhoben. Er wurde am 1. Januar 1993 als Munizip Novo Itacolomi installiert.

## Geografie

### Fläche und Lage
Novo Itacolomi liegt auf dem Terceiro Planalto Paranaense (der Dritten oder Guarapuava-Hochebene von Paraná) auf 23° 45′ 50″ südlicher Breite und 51° 30′ 25″ westlicher Länge. Seine Fläche beträgt 161 km². Es liegt auf einer Höhe von 608 Metern.

### Vegetation
Das Biom von Novo Itacolomi ist Mata Atlântica.

### Klima
In Novo Itacolomi herrscht gemäßigtes, warmes Klima. Es gibt viel Niederschlag in Novo Itacolomi, selbst im trockensten Monat. Die Klimaklassifikation nach Köppen und Geiger lautet Cfa. Im Jahresdurchschnitt liegt die Temperatur bei 21,4 °C. Innerhalb eines Jahres gibt es 1730 mm Niederschlag.

### Gewässer
Novo Itacolomi liegt im Einzugsgebiet des Ivaí. Dessen rechter Nebenfluss Rio Bom bildet die östliche und südliche Grenze des Munizips.

### Straßen
Novo Itacolomi ist über die PR-170 mit Cambira verbunden und hat dort Anschluss an die Rodovía do Café (BR-376).

### Nachbarmunizipien
| Cambira | Apucarana                                   |         |
| Marumbi | Kompassrose, die auf Nachbargemeinden zeigt | Rio Bom |
| Kaloré  | Borrazópolis                                |         |

## Stadtverwaltung
Bürgermeister: Moacir Andreolla, PSD (2021–2024)
Vizebürgermeister: Wilson Romualdo Lopes (2021–2024)

## Demografie

### Bevölkerungsentwicklung
| Jahr | Einwohner | Stadt | Land |
| ---- | --------- | ----- | ---- |
| 2000 | 2.866     | 44 %  | 56 % |
| 2010 | 2.827     | 56 %  | 44 % |
| 2022 | 3.125     |       |      |

Quelle: IBGE (2011) und Volkszählung 2022

### Ethnische Zusammensetzung
| Gruppe *    | 2000    | 2010    | wer sich als …                                                                   |
| ----------- | ------- | ------- | -------------------------------------------------------------------------------- |
| Weiße       | 67,7 %  | 80,3 %  | weiß bezeichnet                                                                  |
| Schwarze    | 3,1 %   | 4,1 %   | schwarz bezeichnet                                                               |
| Gelbe       | 0,0 %   | 0,6 %   | von fernöstlicher Herkunft wie japanisch, chinesisch, koreanisch etc. bezeichnet |
| Braune      | 29,2 %  | 15,0 %  | braun oder als Mischung aus mehreren Gruppen bezeichnet                          |
| Indigene    | 0,0 %   | 0,0 %   | Ureinwohner oder Indio bezeichnet                                                |
| ohne Angabe | 0,0 %   |         |                                                                                  |
| Gesamt      | 100,0 % | 100,0 % |                                                                                  |

*) Anmerkung: Das IBGE verwendet für Volkszählungen ausschließlich diese fünf Gruppen. Es verzichtet bewusst auf Erläuterungen. Die Zugehörigkeit wird vom Einwohner selbst festgelegt.
Quelle: IBGE (Stand: 1991, 2000 und 2010)